# Smetanka (vrch v Praze)
Smetanka je zalesněný vrch v Praze-Hrdlořezích, považovaný někdy za nižší část společného dvojvrší s vrchem Tábor, jehož vrchol (260 m) je nejvyšším bodem Malešic. Oba kopce ale odděluje jednak údolí Rokytky, která hřeben Smetanky obtéká, jednak frekventovaná Českobrodská ulice. Vrch Smetanka, protáhlý východozápadním směrem, je částí přírodního parku Smetanka, který je podle něj také pojmenován. Původ názvu samotného kopce Smetanka není jasný, např. indikační skica Stabilního katastru z roku 1841 ho jako označení lokality uvádí.

## Popis

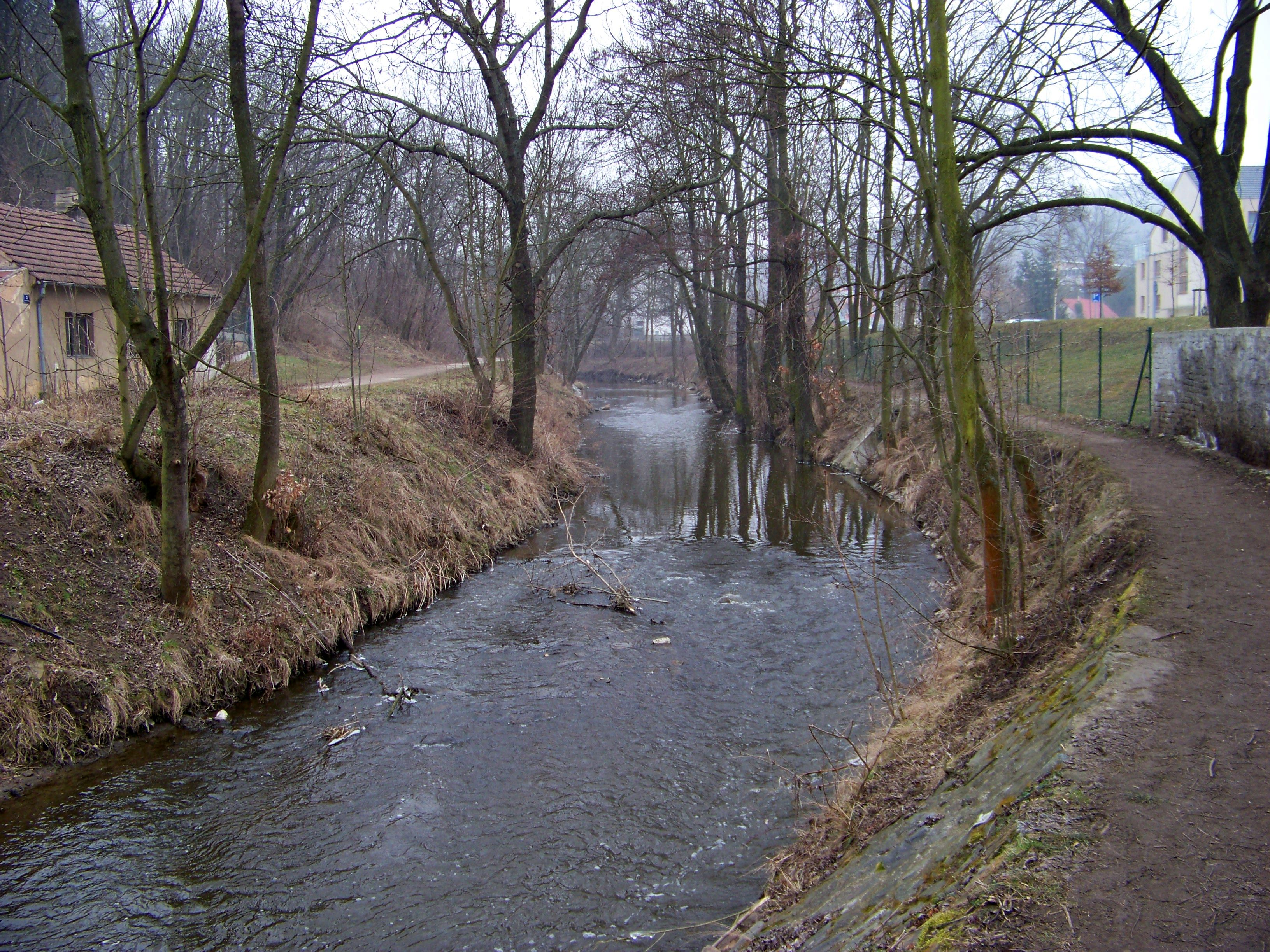
Vrch Smetanku (vlevo) obtéká Rokytka

Hřeben Smetanky se zvedá nad pravým břehem Rokytky. Ta k němu přitéká z východní strany od Kyjského rybníka, u staré části Hrdlořez se pod vrcholem Smetanky poměrně ostře stáčí k severu, vrací se pak zpátky na východ a směřuje k Hořejšímu rybníku. Mezi vrcholem a ohbím Rokytky je na západním konci hřebenu lokalita nazývaná V pískovně. Kolem ní vede ulice Pod Smetankou s několika rodinnými domky pod severozápadním svahem kopce. Ulice pokračuje pod severním svahem hřebenu podél meandrující Rokytky a mění se na cestu k zahrádkářské osadě, která se rozkládá na spodní části severního svahu Smetanky až k železniční trati. Ta tu pod východním koncem hřebenu přechází přes Rokytku hned třemi souběžnými železničními mosty. Vede tudy také naučná stezka, jejíž zastávka nedaleko železničních mostů připomíná bitvu u Štěrbohol v roce 1757. Po hřebeni vrchu a po jeho svazích vede několik neupravených stezek, část je upravena jako trať pro horská kola.

## Zalesnění
V podstatě celý vrch Smetanka, kromě zahrádkářské osady v severovýchodní části, je zalesněn. Není to ale historický les, ještě v 19. století byly svahy i vrch Smetanky využívány jako pastviny. Se zalesňováním území se započalo až v letech 1910‒1914 a rozsáhlé zalesnění bylo provedeno teprve v 60. letech 20. století, netypicky na české podmínky převážně dubem červeným. Ten tvoří asi čtvrtinu lesa; dalšími nejvíce zastoupenými dřevinami jsou dub zimní, lípa srdčitá a borovice lesní.
Porosty dubu červeného a také habru obecného na severním svahu Smetanky jsou považovány za geneticky hodnotné a semena se využívají k pěstování stromků v lesních školkách.